# Tagetes erecta
Tagetes erecta, llamada comúnmente cempasúchil, cempasúchitl, sempasúchil, zempasúchil, cempoalxóchitl, cempaxóchitl, cempoal o zempoal (del náhuatl: cempôhualxôchitl ‘veinte flores’), y conocida en España como tagete, es una especie de la familia Asteraceae, nativa de México, donde se está presente en estado silvestre principalmente en los estados de Chiapas, Tabasco, México, Morelos, Puebla, San Luis Potosí, Sinaloa, Tlaxcala, Oaxaca, Jalisco, Hidalgo, Veracruz, Yucatán, Campeche y Quintana Roo; en estos últimos tres estados a la flor se la conoce como x’pujuk (en maya; pronúnciese como ʃpuhuk). También se encuentra en los países de América Central. Pese a su origen mesoamericano, en inglés es conocida como African marigold (caléndula africana) o como French marigold (caléndula francesa).

## Descripción

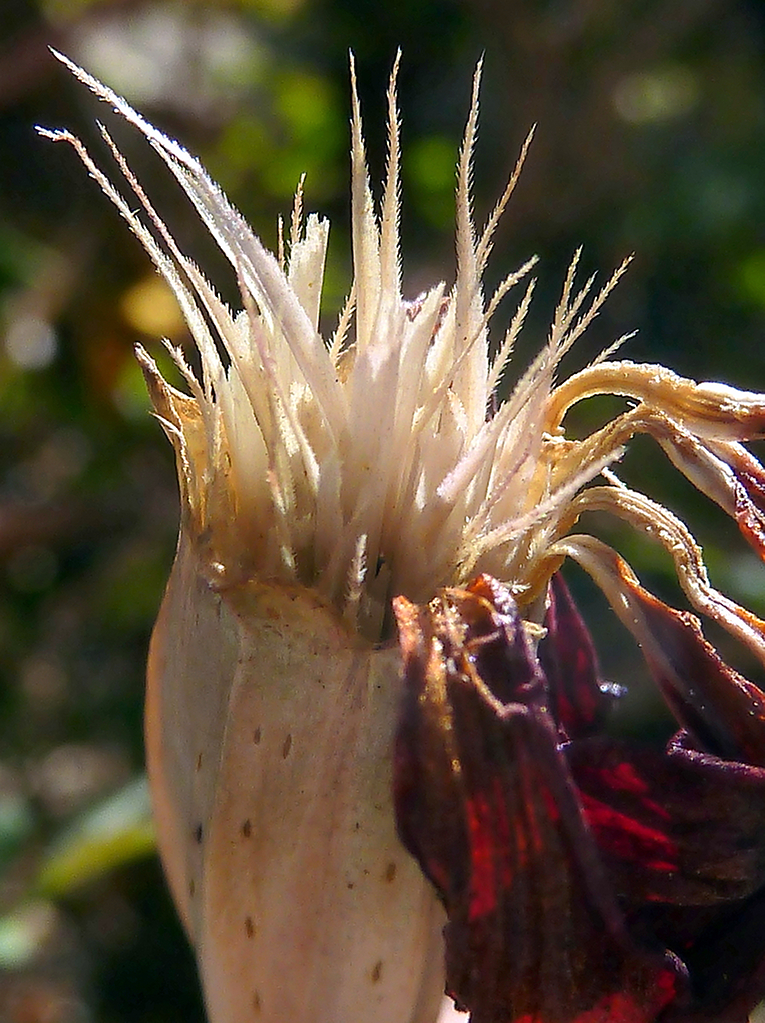
Capítulo post-antesis con las escamas subuladas y escábridas en su mitad superior del tipo más largo del vilano de las cipselas, sobresaliendo del involucro pentagonal constituido por una serie única de brácteas parcialmente conadas

Planta herbácea anual o perenne, de días cortos, que tiene un ciclo inicial de maduración entre los 100 y 120 días, cuya altura oscila entre 30 y 110 cm. La raíz es cilíndrica, pivotante, con un sistema ramificado fibroso y poco profundo. El tallo es estriado a veces acostillado, liso o ligeramente con vellosidades, cilíndrico, ovalado y de herbáceo a ligeramente maderable, con canales de resina en la corteza; es aromático al estrujarlo. Hojas opuestas en la parte inferior, alternas en la parte superior, hasta de 20 cm de largo, pinnadas, compuestas de 11 a 17 foliolos, lanceolados a linear-lanceolados, de hasta 5 cm de largo y 1,5 cm de ancho, agudos a acuminados, aserrados a subenteros, los inferiores de cada hoja frecuentemente setiformes (en forma de hilos), los superiores a veces completamente setiformes; con glándulas redondas abundantes. 
La principal característica de las flores es que están agrupadas en cabezuelas o en inflorescencias solitarias, sobre pedúnculos de hasta 15 cm de largo, son liguladas de colores amarillo a rojo. En las flores del disco: 150 a 250 en las cabezuelas sencillas, en las «dobles» muestra diferentes grados de transformación en lígulas, corolas amarillas a anaranjadas, de 8 a 10 mm de largo. Los frutos y semillas son: aquenios lineares de 7 a 10 mm de largo, lisos o ligeramente cubiertos de pelitos rígidos en los ángulos. Posee un largo periodo de floración que se extiende durante todo el verano y el otoño. Se reproduce fácilmente por semillas.

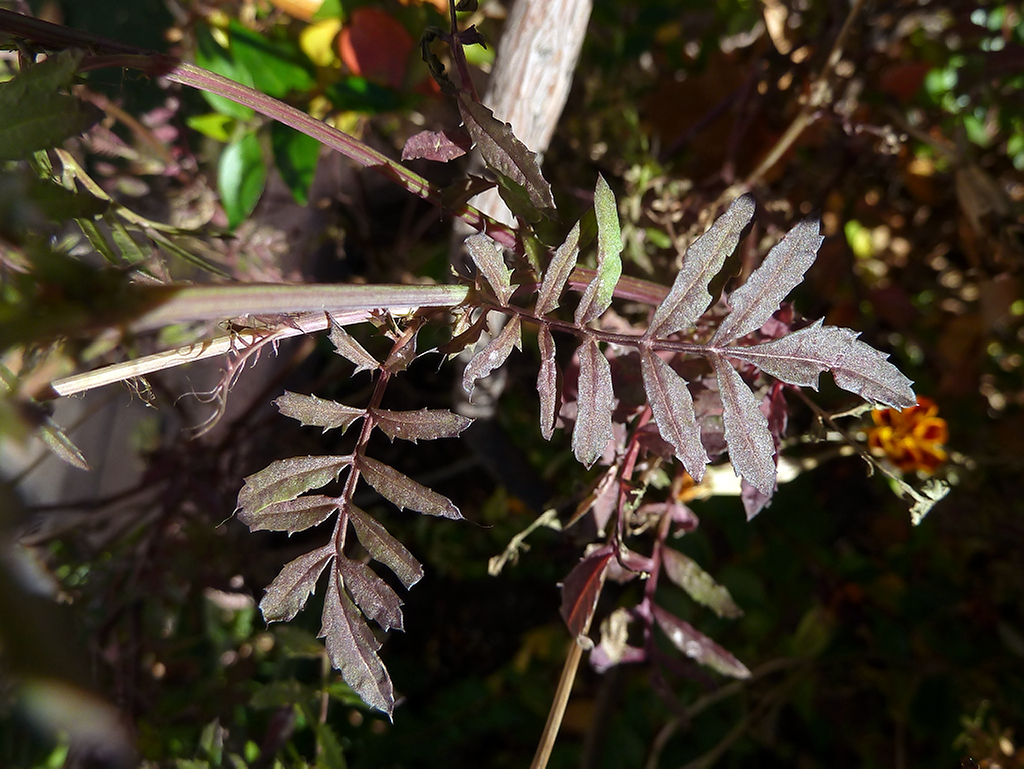
Hojas pinnaticompuestas (imparipinnadas)
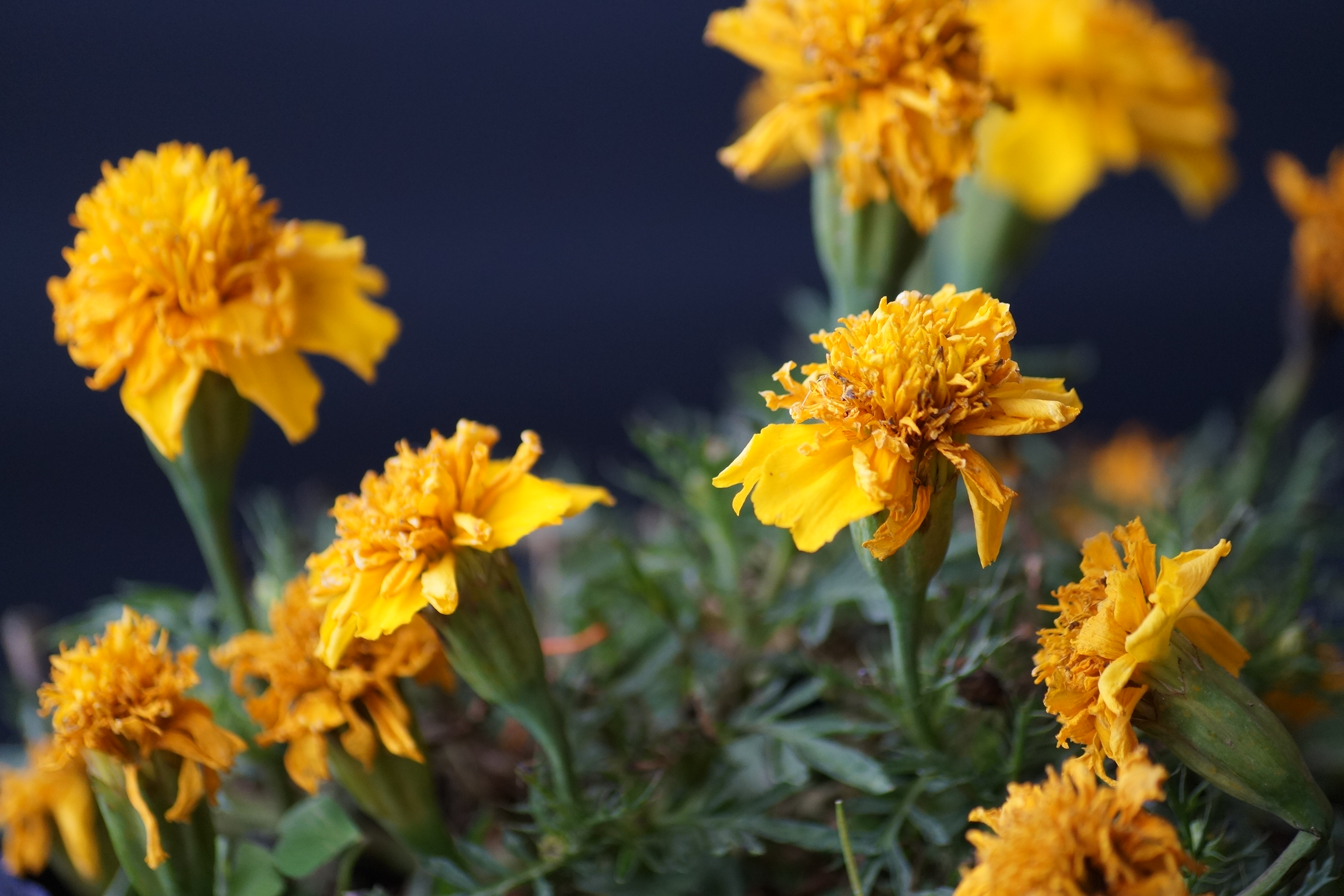
Capítulos
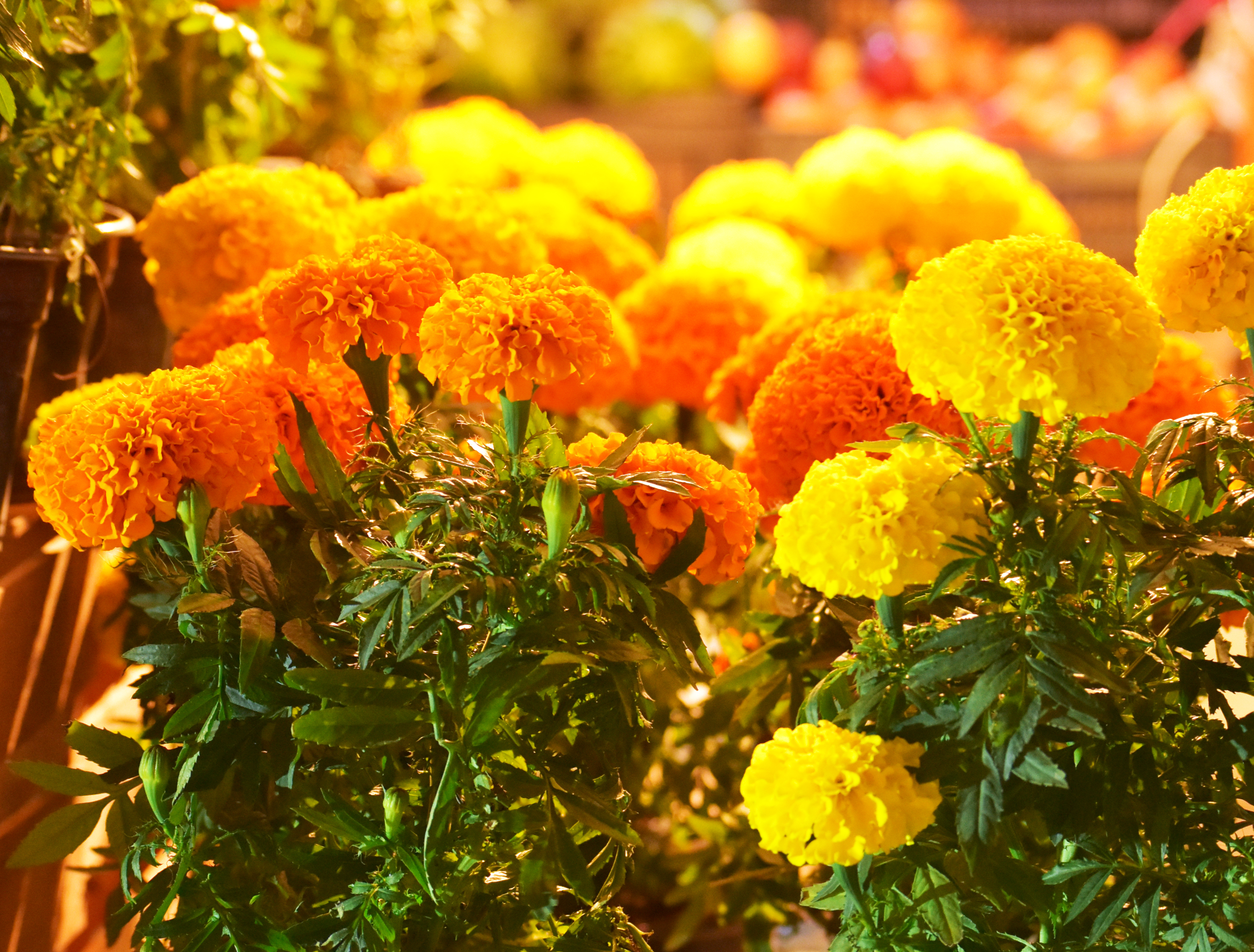
Cempasúchil mexicana, variedad en color amarillo y naranja
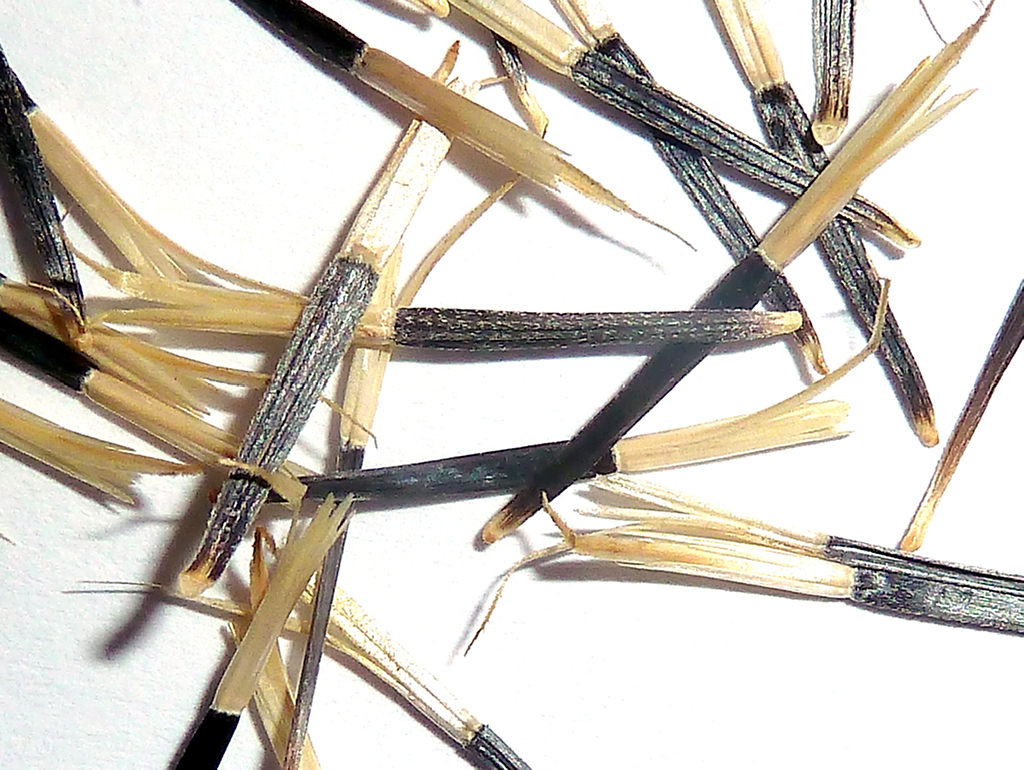
Cipselas sueltas, finamente estriadas longitudinalmente y con el vilano de 2 tipos de escamas: 1-2 largas y escabridas en su mitad superior y otras 2-4 más cortas parcialmente soldadas entre sí y solo dentadas apicalmente
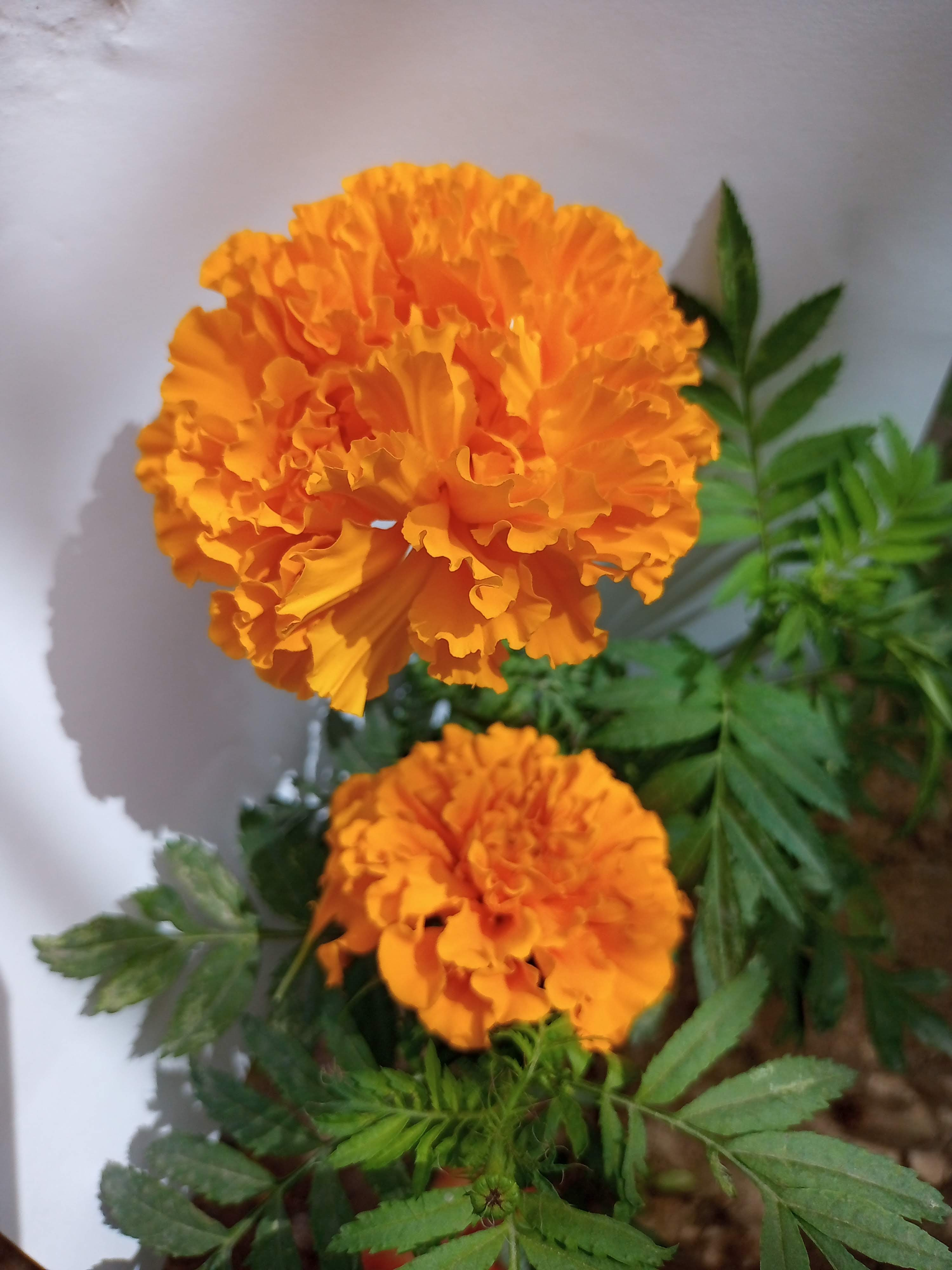
Variedad mexicana del cempasúchil en color naranja.

## Distribución y hábitat

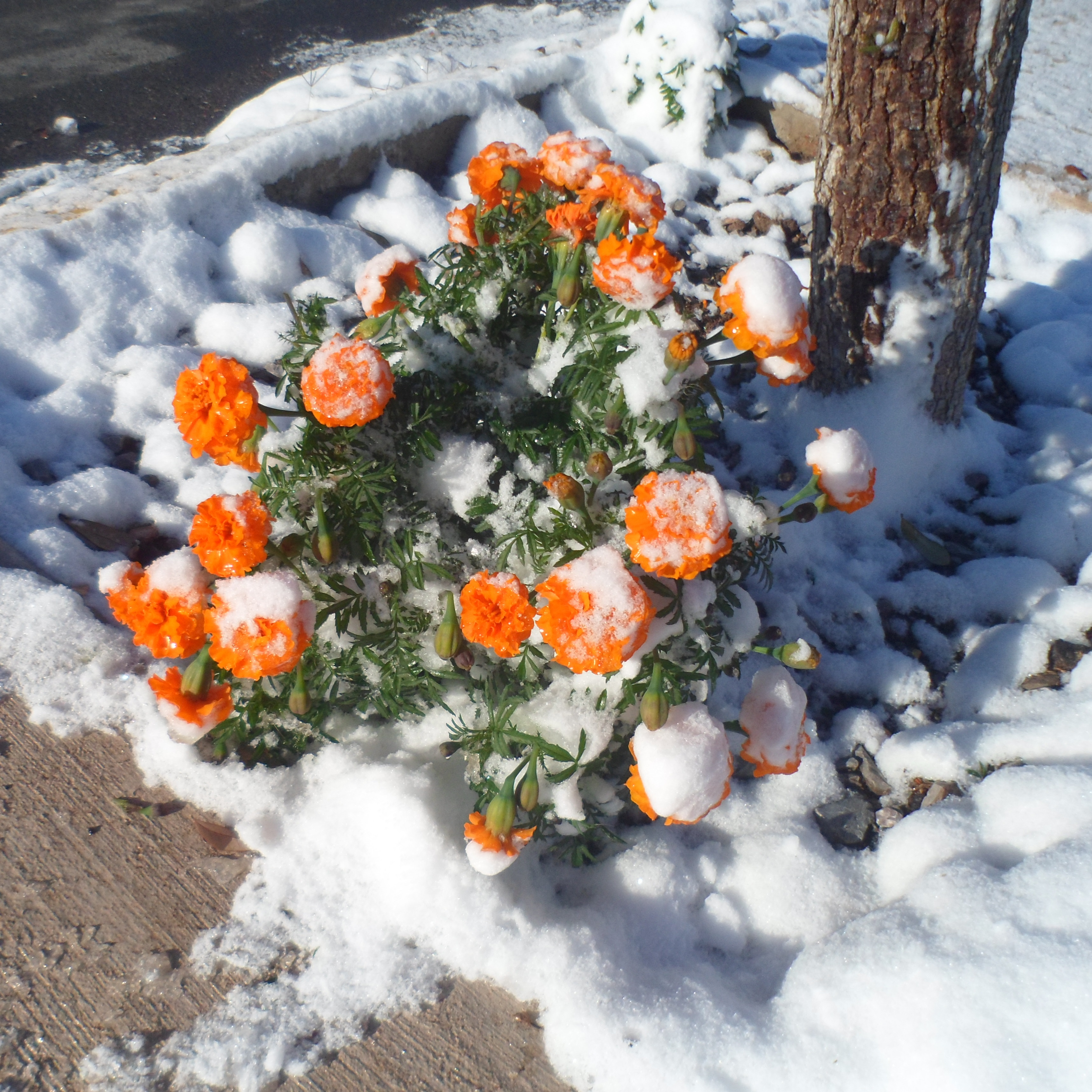
Ejemplar de cempasúchil cultivada en Chihuahua, cubierta con nieve.

El área de origen de Tagetes erecta es Mesoamérica entre México y Centroamérica. En México, se encuentra en estado silvestre principalmente en los estados de: Aguascalientes, Chiapas, Campeche, Coahuila, Colima, Ciudad de México, Durango, Guanajuato, Guerrero, Hidalgo, Jalisco, Estado de México, Michoacán, Morelos, Nayarit, Puebla, Querétaro, Quintana Roo, San Luis Potosí, Sinaloa, Sonora, Tabasco, Tamaulipas, Tlaxcala, Oaxaca, Veracruz, Yucatán y Zacatecas. También se encuentra en los países de América Central y el Caribe: Belice, Bolivia, Colombia, Costa Rica, Cuba, Ecuador, El Salvador, Guatemala, Guyana, Honduras, Jamaica, Nicaragua, Panamá, Puerto Rico y Venezuela.
En su forma silvestre se encuentran en la cuenca del Balsas y el occidente de México y habita en diversos tipos de ecosistemas, como selvas tropicales de hoja caduca, bosques espinosos, bosques de niebla y bosques de pino-encino. En estado silvestre se la encuentra como escapada de cultivo en lugares fuertemente perturbados en altitudes de 800-2300 m.
Como especie introducida (cultivada) se puede encontrar en China, India, Zambia, Sudáfrica, Australia, Japón e India.

## Taxonomía
Tagetes erecta fue descrita por Carlos Linneo y publicado en Species Plantarum, vol. 2, p. 887, 1753.
Etimología
Tagetes: nombre genérico que proviene de la mitología etrusca Tages.
erecta: epíteto latino que significa ‘erecta’.
- Cempasúchil deriva del náhuatl cempohualxochitl (cempohuali = ‘veinte’, y xóchitl = ‘flor’, es decir, ‘veinte flores’). Aunque puede traducirse como ‘muchas flores’ ya que ese número era ponderativo entre los indígenas.[13]

### Sinonimia
- Tagetes corymbosa Sweet
- Tagetes erecta var. erecta
- Tagetes ernstii H.Rob. & Nicolson
- Tagetes excelsa Soule
- Tagetes heterocarpha Rydb.
- Tagetes major Gaertn. nom. illeg.
- Tagetes patula L.
- Tagetes patula var. patula
- Tagetes patula f. patula
- Tagetes remotiflora Kunze
- Tagetes tenuifolia Millsp.[14]

## Historia

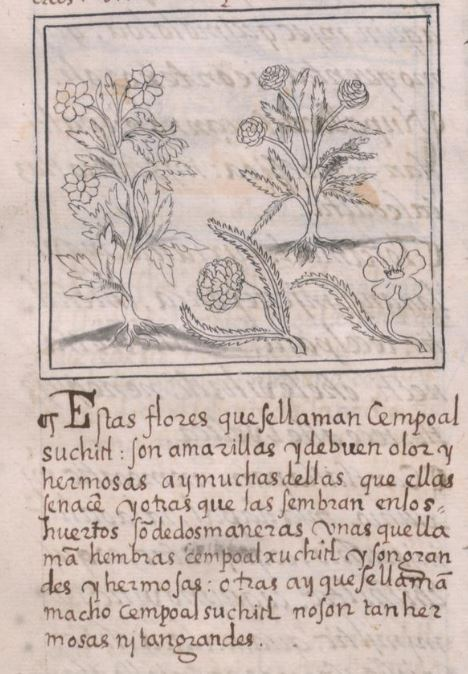
Ilustración del cempoalxochitl (abajo al centro) y su texto descriptivo en el Códice Florentino, hacia 1577

El registro arqueológico del uso de Tagetes erecta entre las civilizaciones prehispánicas no es tan abundante como en el caso de otras especies de la misma familia. Por ejemplo, se ha logrado establecer el uso ceremonial entre los mexicas de Tagetes lucida como planta aromática, a la que llamaban yauhtli, a través del análisis químico de los sahumerios encontrados los restos del Templo Mayor en la Ciudad de México. El término náhuatl cempoalxóchitl, era usado para referirse a varias especies de flores, lo que incluye tanto a Tagetes erecta, como Tagetes lucida, Tagetes patula, Tagetes lunulata, Tagetes tenuifolia, Tagetes peduncularis y Tagetes elongata. Lo anterior complica la diferenciación de una especie y otra cuando se usa tal término, no obstante, parece queTagetes erecta era nombrada principalmente con este término. También, los mexicas relacionaban la flor de cempasúchil con el sol, ya que el significado de la palabra cempasúchil en náhuatl es "veinte flores".
Se ha propuesto la identificación deTagetes erecta de algunas flores representadas en el arte azteca, como las que se ven en el monolito de Coyolxauhqui, como parte del tocado de la diosa, proponiéndose como un símbolo de su soberanía o su muerte; igualmente, forman parte del collar que luce una deidad vegetal en un jarrón encontrado en el Templo Mayor aunque también podría tratarse de Tagetes patula.
Con la llegada de los españoles a México aumentó el registro documental sobre el uso ceremonial y medicinal de Tagetes erecta. Una de las principales fuentes es la Historia general de las cosas de Nueva España de fray Bernardino de Sahagún, en la que se describe la flor:

«Estas flores que se llaman cempoalxóchitl, son amarillas y de buen olor, y anchas y hermosas, que ellas se nacen, y otras que las siembran en los huertos; son de dos maneras, unas que llaman hembras cempoalxóchitl y son grandes y hermosas, y otras que hay las llaman machos cempoalxóchitl no son tan hermosas ni tan grandes.»
Historia general de las cosas de la Nueva España. Libro XI, 9, 216

Sahagún, en la misma obra, refiere que la planta tenía un papel en los rituales de la fiesta religiosa mexica del mes Teculhuitontli, donde se celebraba a la diosa de la sal Huixtocíhuatl, cuyo color era el amarillo, y a quien se ofrecía como sacrificio una mujer. Los asistentes a dicha ceremonia portaban en las manos unos cempoalxóchitl y otros iztáuhyatl (Artemisia mexicana).

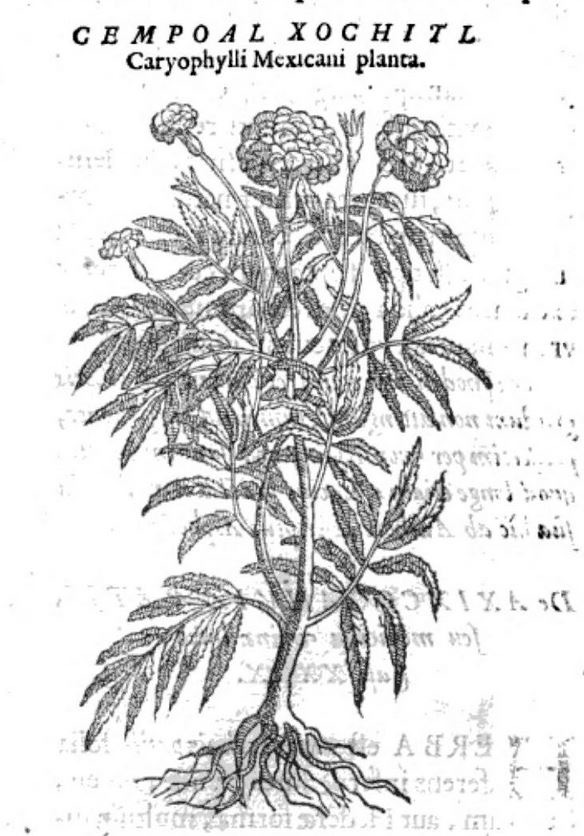
Ilustración en la Rerum medicarum Nouae Hispaniae thesaurus de Francisco Hernández deTagetes erecta (Cempoalxochitl)

En la obra del médico Francisco Hernández, Historia Natural de la Nueva España, se describe que el nombre cempoalxóchitl lo recibían al menos siete tipos de flores, señalando que el término describía propiamente a la más grande de entre ellas y que los españoles le llamaron clavel de indias, enumera, también, sus propiedades médicas:

«Tienen todas hojas como de tanaceto, flores amarillas, o amarillas con algo de bermejo, de temperamento caliente y seco en tercer grado, sabor acre, partes sutiles y olor un tanto fuerte. Tiene virtud resolutiva y aperitiva; el jugo de las hojas tomado o las mismas hojas machacadas y tomadas con agua o con vino atemperan el estómago frío, provocan las reglas, la orina y el sudor, alejan los fríos de las intermitentes untadas un poco antes del acceso, quitan la flatulencia, excitan el apetito venéreo, curan la debilidad que proviene de destemplaza fría del hígado, abren las vías obstruidas, aflojan los miembros contraídos, alivian la hidropesía, provocan vómito tomadas con agua tibia, y curan los fríos de las fiebres y aun las fiebres mismas evacuando la causa por la orina y el sudor.»
Historia natural de la Nueva España, Tomo II. Libro IV, CLXXIX

Diego Durán, en su Historia de las Indias de Nueva España y islas de Tierra Firme, escrito en el siglo XVI, hace mención del cempasúchil, al que llama cenpoalxochitl, como parte del ritual dedicado a la diosa Cihuacóatl que luego eran ofrecidas a Huitzilopochtli cuyo culto estaba relacionado con el de la primera y a la que se celebrara en la festividad llamada Huey Tecuihuitl. Una danza de mujeres ataviadas con estas flores acompañaba a una doncella que se identificaba con la diosa pero recibía el nombre de Xilonen, representación del maíz.

«[...] juntamente salian todas las mugeres y mançebas que tenían con el cabello tendido y cercenado por encima las cejas y sobre el vnas guirnaldas de rossas amarillas grandes que ellos llamauan (cenpoalxochitl) muy bestidas de galanos adereços todos loas braços enplumados de galanas plumas y çarcillos de oro y piedras con rossas en las manos [...]. Acauado el bayle tomauan ellas todas aquellas guirnaldas de rossas y sartas con quellos hauian baylado y las con quellas hauian baylado y subianse por el templo de Hvitzilopochtly como por primicias de las rossas de aquel genero porque no las hay hasta entonces. Llamauan a esta cerimonia xochipaina que quiere decir apresuramiento destas rossas tanbien le llaman xochicalaquia que quiere decir ofrecer y traer rossas al tenplo como por diezmo o primicia.» (sic)
Fray Diego Durán. Historia de las Indias de Nueva España y islas de Tierra Firme. Capítulo XCI.

A mediados del siglo XVI los herbarios europeos comenzaron a incluir las plantas del géneroTagetes dentro de sus clasificaciones. Leonhart Fuchs no menciona a T. erecta en su obra de 1542, De historia stirpium commentarii insignes, en donde solo enumera a Tagetes patula con el nombre deTagetes indica, mostrando con ese nombre la confusión que había respecto al origen de esta especie de plantas al cual se le atribuía como lugar de origen la India, sin embargo, es el primero en otorgarle a este género el nombre "tagetes", que dos siglos más tarde sería retomada por Linneo. Se ha señalado como la primera mención de T. erecta la que hace Matthias de L'Obel en su Plantarum seu stirpium historia, nombrándola Othona maior y Flos africanus maior simplici, presumiendo que el origen de la flor sería el norte de África.

## Importancia económica y cultural

### Etnobotánica
El uso en la medicina tradicional mexicana de Tagetes erecta está atestiguada desde los tiempos en que Francisco Hernández escribió sus obras sobre medicina indígena en la Nueva España.
En algunas regiones de México se utiliza en padecimientos digestivos, como dolor de estómago, así como «empacho», diarrea, cólicos, «enfriamiento estomacal», afecciones hepáticas, bilis, vómito e indigestión. Con la planta también se elaboran lavados intestinales, y se emplea contra parásitos intestinables y como carminativo. En el sur de México Yucatán, Tabasco, Oaxaca y Veracruz se utiliza como febrífugo; mientras que en Tabasco y Guerrero se emplea como antitusivo. Otros usos incluyen enfermedades respiratorias como catarro, gripa, bronquitis y congestión nasal así como problemas ginecobstétricos.
Igualmente es empleada en el tratamiento de enfermedades culturales como el espanto, el mal aire y el susto.

### Usos industriales

#### Nutricionales y médicos
Los pigmentos deTagetes erecta se deben a la presencia de carotenoides, de los cuales el principal es la luteína, la cual se asocia con la prevención del desarrollo de enfermedades oculares propias de la edad como cataratas y degeneración macular, entonces conviene incluir en la dieta alimentos que contenga este colorante natural en vez de colorantes artificiales. Los tonos más intensos de color anaranjado de las flores están relacionados con un mayor contenido de carotenoides. Algunos estudios indican la efectividad de estos últimos en la prevención de la enfermedad de las arterias coronarias, infartos, respuesta inmune, vejez y cáncer.
Se ha descubierto actividad antioxidante en el aceite esencial de esta planta aunque menor al del α-Tocoferol, posiblemente atribuible a la presencia de alcanfor y metil eugenol.

#### Colorante
De los pétalos deTagetes erecta es posible extraer luteína a través de solventes orgánicos. Este extracto se utiliza en la industria alimentaria como colorante para alimentos que les otorga un color amarillo brillante o para darle color a los textiles. De los pétalos secos se extrae primero oleoresina que contiene luteina, éster de luteina, carotenoides y ceras, posteriormente se separa la luteína por saponificación.

#### Insecticida
En agricultura se usa para repeler los nematodos, y es eficaz especialmente contra la especie Pratylenchus penetrans, que ataca algunos cultivos, como el tomate. Además, se utiliza para probar y crear nuevos abonos naturales y artificiales debido a su alta estabilidad.

#### En avicultura
La flor se utiliza como pigmento natural y aditivo orgánico al alimento de gallinas para la producción de huevos con yemas más coloridas.

### Usos culturales

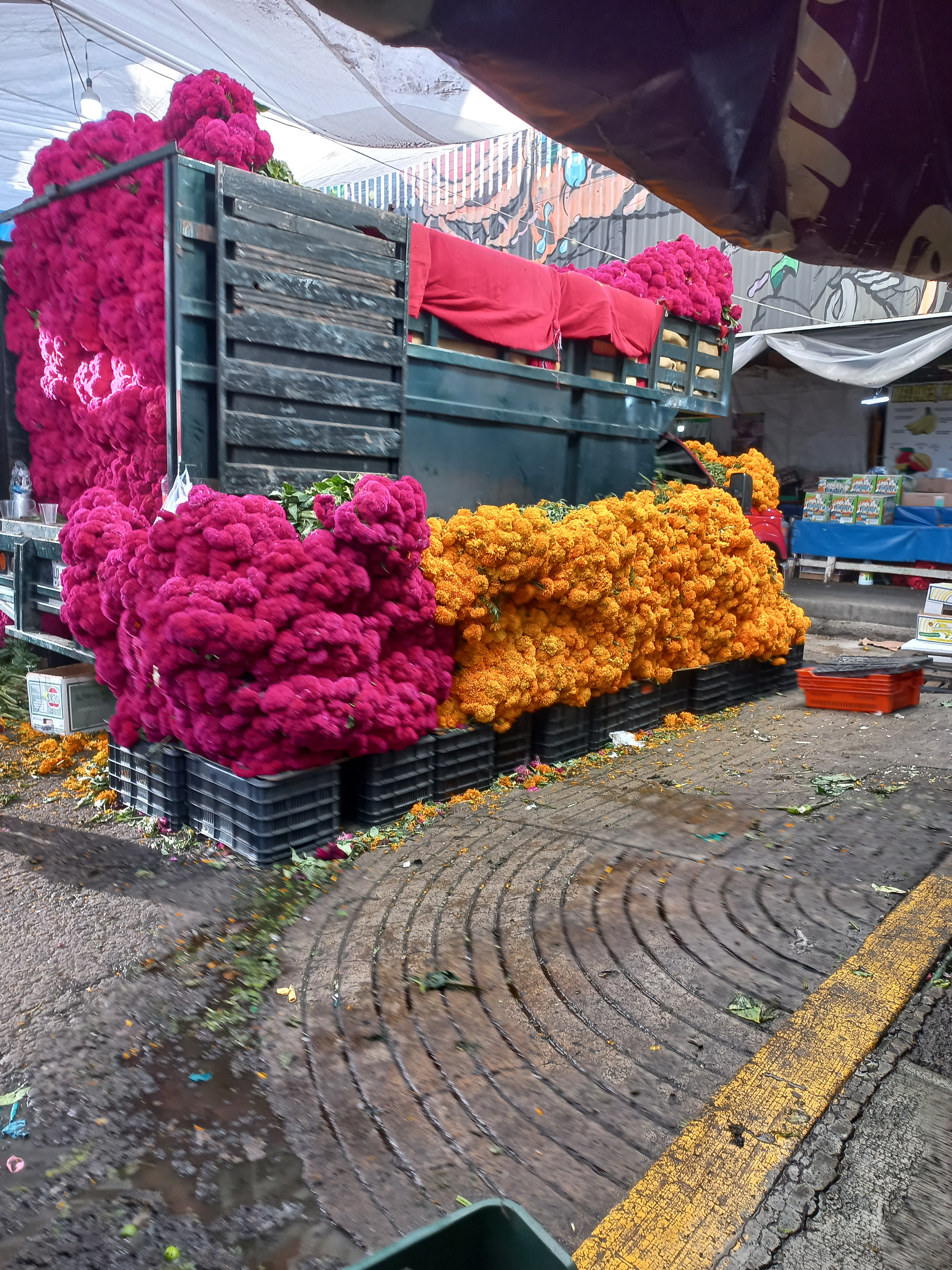
Descarga de flores de cempasúchil en el mercado de Jamaica

#### Día de Muertos
En México se utiliza en las festividades del Día de Muertos, para decorar altares y tumbas; de allí el nombre «flor de muertos». Junto con el copal, velas, alimentos y otros tipos de flores, el cempasúchil se usa ampliamente para adornar las llamadas ofrendas, dedicadas a los difuntos, principalmente el 1 y 2 de noviembre. En algunas regiones, se emplean los pétalos de esta flor para trazar un camino desde la tumba del difunto en el cementerio hasta la ofrenda ubicada en el hogar familiar, lo que se cree permite al alma encontrar su altar.

## Cultivo y producción
Es ampliamente cultivada y existen muchos cultivares usados en jardinería como planta ornamental. No obstante su origen mexicano, los principales productores de Tagetes erecta a nivel mundial son China, India y Perú, en ese orden.

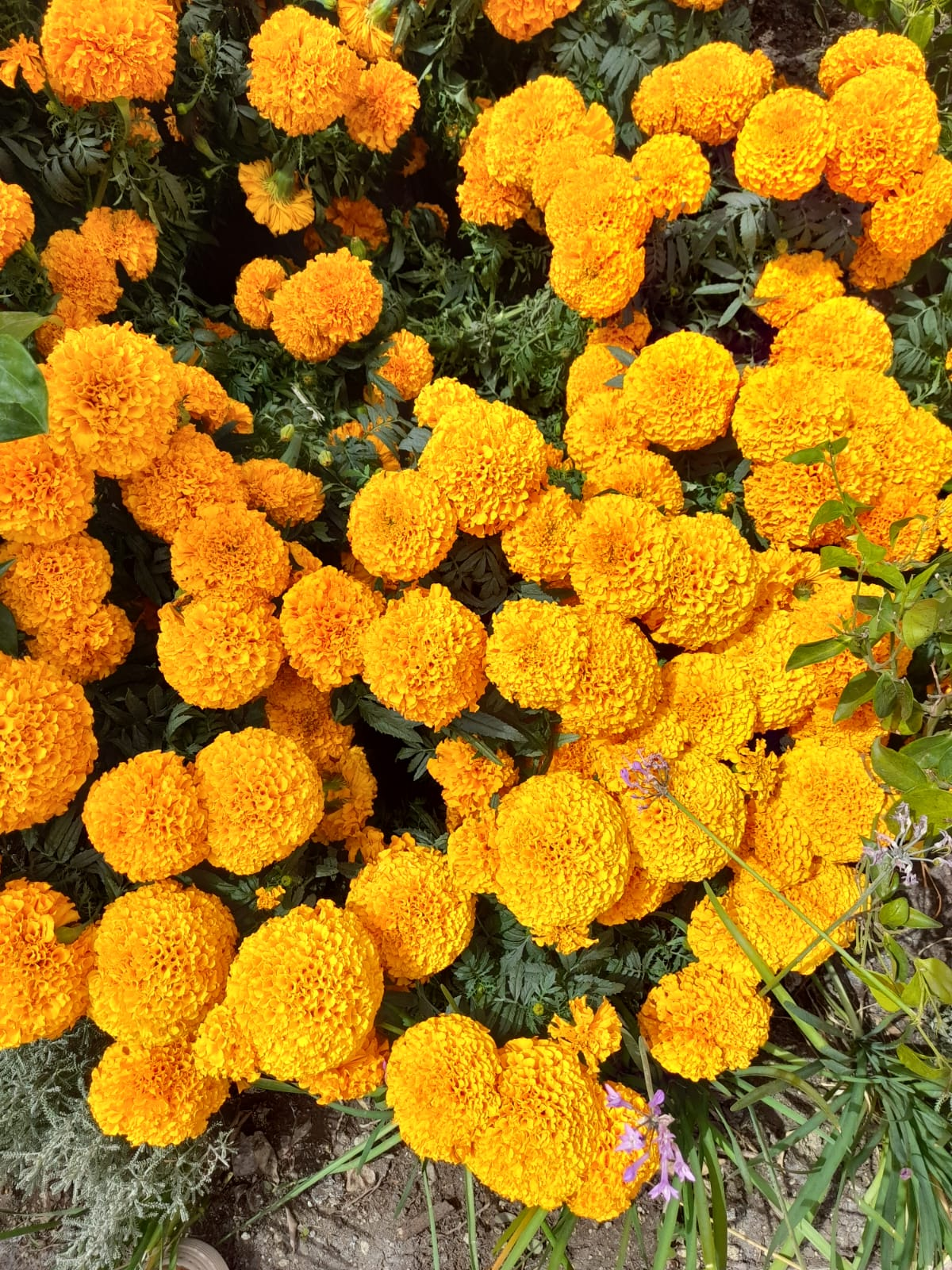
Flor de cempasúchil se utiliza tradicionalmente en la ofrenda del Día de Muertos en México.

En México el uso de las plantas de esta especie para jardinería y maceta es cada vez más aceptado. La venta de esta planta en maceta durante la festividad del Día de Muertos se ha incrementado desde el año 2000. Aunque en México existe una amplia diversidad de germoplasma de T. erecta asociada a procesos de domesticación milenarios realizados por grupos indígenas mesoamericanos y por el centro-sur de México, no se ha hecho trabajo de mejoramiento para la selección de portes bajos con inflorescencias dobles para su aprovechamiento ornamental en maceta o en jardinería, lo cual va relacionado con la falta de estudio sistemático de este recurso filogenético: no se tiene banco de germoplasma ni se conoce su variación (pigmentos, colores y tipos de flor, porte de la planta, aroma, ramificación, tamaño de flor, resistencia a plagas y enfermedades, duración de la floración) por regiones, asociada con grupos humanos y diversidad ambiental.

## Nombres comunes
- Cagigala de Cuba, cempasúchil, cempoalxochitl, xʼpujuc, musajoyó, apátsicua, caxiyhuitz, clavel de las Indias, clavelón, copete, copetillo, damasquina, quinchigues de Chile.[41]
- En Argentina: clavel chino o Copete
- En Cuba: clavel de muerto, flor de muerto.[41]
- En Colombia: amapola
- En Costa Rica: Flor de muerto
- En Perú: rosa sisa[42]
- En Paraguay: botón de oro[43]
- En Ecuador: arrayosa
- En Filipinas: amarilla